# Cyclophora packardi
Cyclophora packardi är en fjärilsart som beskrevs av Louis Beethoven Prout 1936. Cyclophora packardi ingår i släktet Cyclophora och familjen mätare. Inga underarter finns listade i Catalogue of Life.